# CFAフラン
CFAフラン（セーファーフラン、仏: Franc CFA）は、旧フランス領西アフリカおよびフランス領赤道アフリカを中心とする多くの国で用いられる共同通貨。西アフリカ諸国中央銀行（Banque Centrale des Etats de l'Afrique de l'Ouest、BCEAO）発行のCFAフラン（ISO 4217コードXOF）と、中部アフリカ諸国銀行（Banque des Etats de l'Afrique Centrale、BEAC）発行のCFAフラン（同XAF）との2種類がある。両者は通貨としての価値は同一であるが、相互には用いられていない。
1958年から1フランス・フラン=50CFAフランの固定レートであったが、1994年には構造調整計画の一環として、1フランス・フラン=100CFAフランに切り下げられた。1999年1月1日からユーロに固定しており、1ユーロ=655.957CFAフランである。
CFAフランを使用している国は外貨準備高の50%をフランスの国庫にて保管しなければならないという規定があり、旧宗主国であるフランスによる経済支配と批判されてきた。2019年6月30日に西アフリカ諸国経済共同体（ECOWAS）が2020年より共通通貨エコ（ECO）に移行することを決定したが、そのうち8カ国は西アフリカ諸国中央銀行が発行するCFAフランを使用している国家である。この8カ国がエコに移行した場合、前述のフランスによる管理を受けないことで2019年12月21日に両者が合意した。エコが始動すれば、CFAフランは中部アフリカ諸国銀行発行の6カ国のみが使用することになる。

## 使用国
特記のないものは旧フランス植民地。
- 西アフリカ諸国中央銀行発行
  -  セネガル
  -  ギニアビサウ[注 2]
  -  マリ共和国[注 3]
  -  コートジボワール
  -  トーゴ
  -  ベナン
  -  ブルキナファソ
  -  ニジェール
- 中部アフリカ諸国銀行発行
  -  チャド
  -  中央アフリカ共和国
  -  カメルーン
  -  赤道ギニア[注 4]
  -  ガボン
  -  コンゴ共和国

このほか、コモロのコモロ・フランも対フランス・フラン固定レートであったためCFAフランに含めることがある。
セネガル共和国では、CFAフランという単位だけでなく、ウォロフ語のデュルムという単位も用いられる。1デュルムは5CFAフランに相当し、主に市場での少額の商取引において用いられる（例えば、10デュルム（fukki dërëm）は50フラン）。
中央アフリカ共和国は2022年4月に仮想通貨であるビットコインを法定通貨に加える法案が議会で全会一致で可決され、同4月27日に大統領府が承認したと発表した。

### かつての使用国・地域
マリ共和国は1962年から1984年までは独自通貨のマリ・フランを使用していた。
- ギニア（1960年にギニア・フランに移行）
- マダガスカル（1973年にマダガスカル・フラン（英語版）およびマダガスカル・アリアリに移行[注 5]）
- モーリタニア（1973年にウギアに移行）
- サンピエール島・ミクロン島（フランス領、1974年にフランス・フランに移行[注 6]）
- レユニオン（フランス領、1975年にフランス・フランに移行[注 6]）
- マヨット（フランス領、1975年にフランス・フランに移行[注 6]）

## 評価
CFAフランはレートがユーロに固定され、ユーロの金融政策は欧州中央銀行により決定されているため、旧フランス植民地であった発展途上国のアフリカ諸国は、自国の経済計画の実行がほぼ不可能であると批判されているが、反対に固定レートがCFAフランの利用国の通貨の安定を助け、フランスとの輸出入の循環を大きく促進させるという意見もある。
2008年に行われた欧州連合自身によるCFAフランとユーロとの連携に関する評価では「2つのCFAフラン圏それぞれが通貨統合において受ける恩恵は、それぞれのCFAフラン圏の間でさえも極めて小さい」が「フランス・フランへの為替固定、また、1999年以降のユーロとの為替レートの固定は、一般的なマクロ経済の安定性の観点からCFAフラン圏に有利な効果をもたらすと認められる」と論じた。